# 1446 Sillanpaa
1446 Sillanpaa је астероид главног астероидног појаса са средњом удаљеношћу од Сунца која износи 2,245 астрономских јединица (АЈ).
Апсолутна магнитуда астероида је 12,7 а геометријски албедо 0,474.